# Willis Building
Willis Building – wieżowiec w Londynie (Anglia), znajdujący się przy 51 Lime Street, w dzielnicy finansowej City of London. Został zaprojektowany przez brytyjskiego architekta Normana Fostera. Ma 125 metrów wysokości i 26 kondygnacji. Został otwarty w 2008 roku.
Projekt budynku, przypominający muszlę skorupiaka, składa się z trzech dopasowanych, zagiętych części o strukturze stopniowej. Najniższy stopień ma wysokość 68 metrów, kolejny 97 metrów, a najwyższy 125 metrów.
Budowany w  latach 2004-2008 Willis Building, był znaczącym dodatkiem do panoramy Londynu, stając się jego czwartym co do wysokości budynkiem po Tower 42, 30 St Mary Axe i CityPoint. Rdzeń został ukończony w lipcu 2006 roku, a konstrukcja stalowa we wrześniu. Zewnętrzna część budynku została ukończona w czerwcu 2007 roku. Budynek został wyposażony, a następnie oficjalnie otwarty w kwietniu 2008 roku.
Masa budynku wynosi około 65 000 ton, a fundamenty sięgają 38 metrów w głąb ziemi. Nad konstrukcją pracowało łącznie 30 000 pracowników.
Willis Building był pierwszym na fali planowania i konstrukcji nowych wieżowców w City of London. Pozostałe to: Bishopsgate Tower, 122 Leadenhall Street, Heron Tower, 100 Bishopsgate, 20 Fenchurch Street, Broadgate Tower i Shard London Bridge.
W 2008 roku budynek otrzymał nagrodę od organizacji Council on Tall Buildings and Urban Habitat w kategorii "Best Tall Building in Europe".

## Galeria

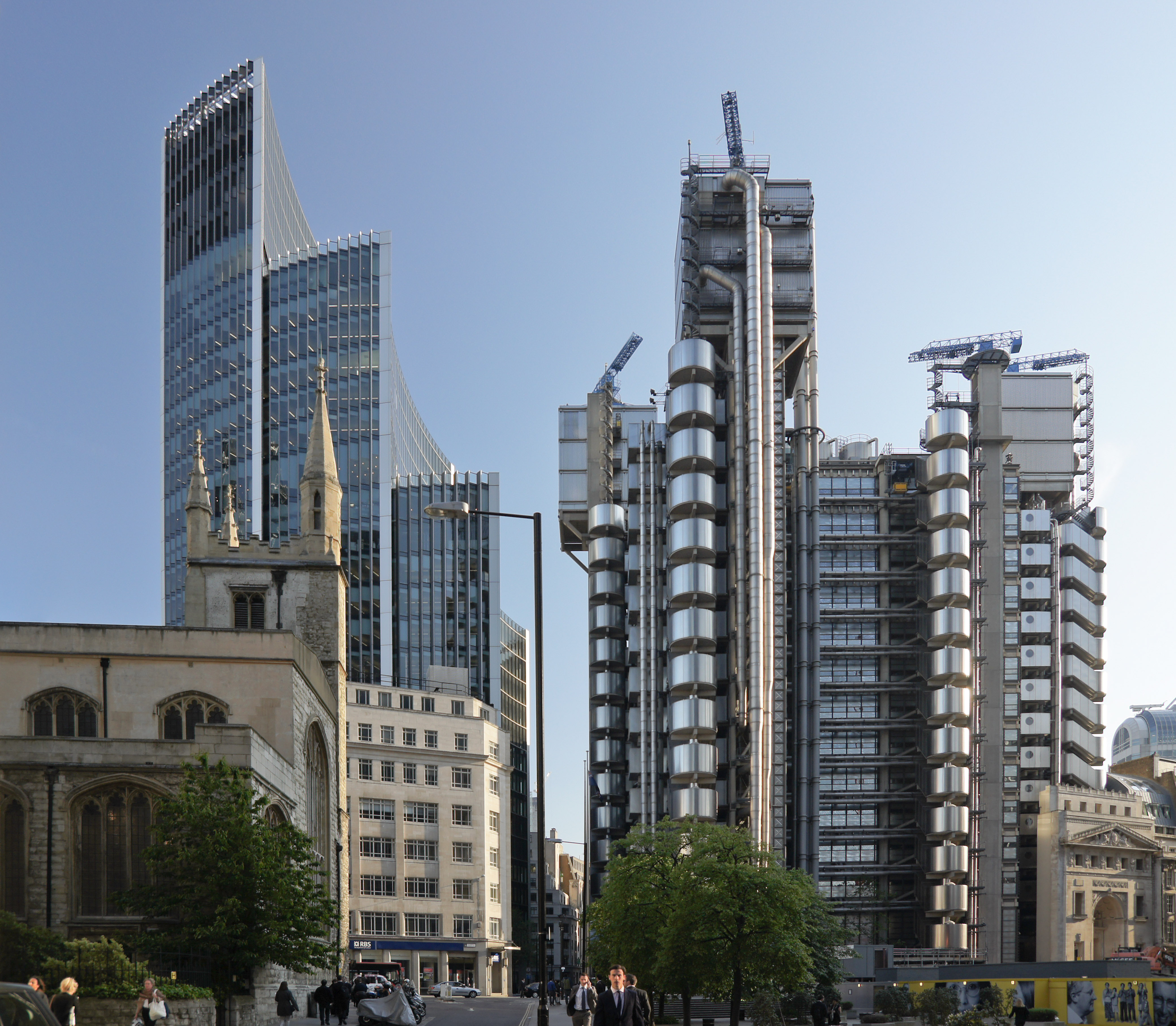
Willis Building z sąsiadującym budynkiem banku Lloyd's
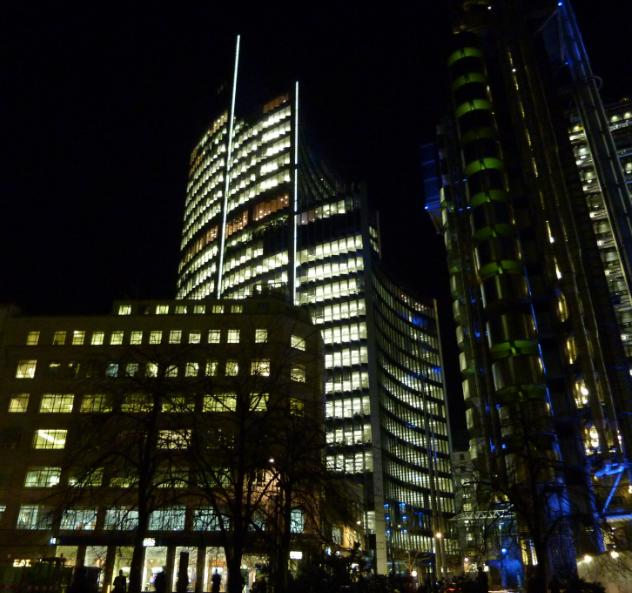
Willis Building nocą
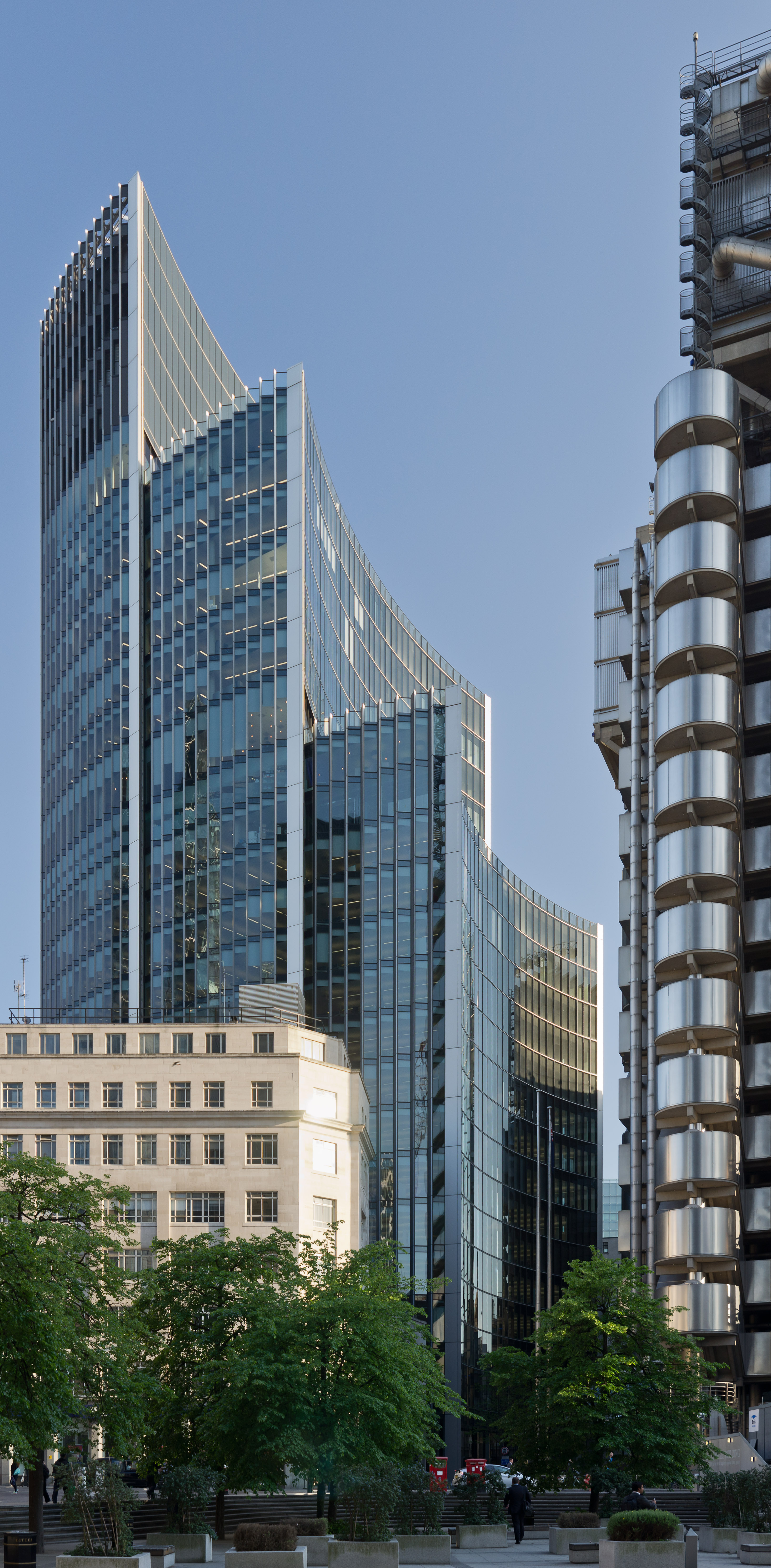
Willis Building, 2011